# 原昌久
原 昌久（はら まさひさ、1961年12月1日 - ）は日本の元騎手。日本中央競馬会 (JRA) の美浦トレーニングセンターに所属していた。
引退後も競馬に関する仕事にたずさわっている。

## 来歴
北海道函館市 出身。中学生時代にアルペンスキーの強化選手に選ばれた経験を持つ。
高等学校中退後 の1978年に馬事公苑へ入り、日本中央競馬会の騎手免許試験に3度目の受験で合格。本郷一彦厩舎所属 の騎手として1983年 3月 にデビューし、1998年1月 31日付で引退 するまでの間に通算167勝（2061戦） を中央競馬で挙げた。重賞で勝つことはできなかった が、1988年に本郷厩舎の管理馬モガミファニーとともに東京優駿への出場を果たし、1990年にはアメリカジョッキークラブカップにて同じく本郷厩舎の管理馬であるランニングフリーに騎乗し2着となっている。
騎手引退後は原 大貴（はら だいき）名義で評論活動を行い、2002年に『騎手が教える「勝負レース」の極意』を著した。その後は養成学校「プロスパーホースマンアカデミー」で人材育成に努めた。2007年時点では千葉県にある大東牧場に勤め、2012年現在は茨城県にある育成牧場「グロースフィールド」の代表取締役 として、競走馬の育成に従事している。